# 3792 Preston
3792 Preston este un asteroid din centura principală, descoperit pe 22 martie 1985 de Carolyn Shoemaker și Eugene Shoemaker.